# Catch The Catch
Catch The Catch (в превод: Хвани Си Си Кеч) е първи студиен албум на популярната диско изпълнителка от 80-те години Си Си Кеч, чието истинско име е Каролина Катарина Мюлер. Албумът е издаден на 28 април 1986 година от Hansa Records. Времетраенето на албума е 40 минути и 36 секунди.
Първият сингъл от албума излиза няколко месеца по-рано на 31 юли 1985 г. и е озаглавен I can lose my heart tonight, който веднага атакува европейските класации и попада в Топ 10 в много страни. Песента носи небивал успех на певицата и е доста популярна из цяла Европа. На обложката на сингъла обаче липсва снимка и почитателите са озадачени, кой ли всъщност стои зад този сладък глас. В началото на февруари 1986 г. е пуснат вторият сингъл към албума Cause are young, който е още по успешен от първия и отново е в Топ 10 включително и в класацията на Германия. Този път на обложката на сингъла се вижда млада, симпатична девойка, която се усмихва приятно и почитателите са удовлетворени. Компанията HANSA решава да пусне и трети сингъл от албума Strangers by night, който повтаря успеха на предишния и е отново в Топ 10. Песните от албума са в типичен евродиско стил, така популярен в онзи момент. Съдържа 8 песни, 7 от които представени в дългите им версии, като макси сингли. На практика всички песни от албума са добре приети, но 6 от тях придобиват голяма популярност и се превръщат в хитове, като се пускат в дискотеките из цяла Европа. Cause You Are Young, I Can Lose My Heart Tonight, You Shot A Hole In My Soul са специално представени в българското предаване „Пулсиращи ноти“ от Тома Спространов, като една от най-популярните песни на новоизгрялата диско звезда. One Night's Not Enough, Strangers By Night и шлагера Jump In My Car, който е представен в български вариант от Маргарита Хранова. Неслучайно албума става платинен в Германия и е в Топ 6 в класацията за албуми. С този албум Си Си Кеч придобива световна популярност и медиите заслужено ѝ дават титлата Queen of eurodisco (Кралица на евродиското). Звученето на албума е със страхотен саунд и много готини аранжименти написани от Дитер Болен, които приповдигат настроението и те карат да се чувстваш страшно добре. На обложката на албума е изобразена черна котка неслучайно – самото излъчване на певицата напомня на жена-котка, много музикални критици и фенове я наричат „диско-котката“ и от там този PR е добре представен и подсилен със заглавието на самия албум „Хвани Си Си Кеч“.

## Трак листа
| №  | Име                                             | Време |
| -- | ----------------------------------------------- | ----- |
| 1. | 'Cause You Are Young (Maxi Version)             | 4:43  |
| 2. | I Can Lose My Heart Tonight (Maxi Version)      | 5:54  |
| 3. | You Shot A Hole In My Soul (Maxi Version)       | 5:16  |
| 4. | One Night's Not Enough                          | 3:23  |
| 5. | Strangers By Night (Maxi Version)               | 5:43  |
| 6. | Stay (Maxi Version)                             | 5:47  |
| 7. | Jump In My Car (Maxi Version)                   | 4:33  |
| 8. | You Can Be My Lucky Star Tonight (Maxi Version) | 5:17  |